# Don’t Say a Word
Don't Say a Word – czwarty minialbum fińskiego zespołu power metalowego Sonata Arctica. Grupa wydała także singel o tym samym tytule, zawierający tylko pierwszy i trzeci utwór (Don't Say a Word).

## Spis utworów
1. "Don't Say a Word" (edit)
2. "Ain't Your Fairytale"
3. "World in My Eyes" (cover Depeche Mode)
4. "Two Minds, One Soul" (cover Vanishing Point)

## Twórcy
- Tony Kakko – śpiew, instrumenty klawiszowe
- Jani Liimatainen – gitara
- Tommy Portimo – instrumenty perkusyjne
- Marko Paasikoski – gitara basowa
- Henrik Klingenberg – instrumenty klawiszowe